# بيت مري
بيت مري هي إحدى القرى اللبنانية من قرى قضاء المتن في محافظة جبل لبنان. وهي تطل على العاصمة بيروت.

## أعلام
- عبد الله النجار (1898 - 21 يوليو 1976) سياسي ودبلوماسي وصحفي وكاتب.